# 清須市立清洲小学校
清須市立清洲小学校（きよすしりつきよすしょうがっこう）は、愛知県清須市清洲にある公立小学校。

## 概要
- 校区は北市場、大嶋、一場、清洲（一部）、西市場、廻間、土田、花水木、上条、新清洲であり、清須市立清洲中学校に進学する[1]。

## 沿革
- 1873年（明治6年） - 清洲義校が開校。神明町の真宗説教所を仮校舎とする。
- 1877年（明治10年）
  - （時期不明） - 清洲義校が天王町の民家に移転し、清洲学校に改称する。東光寺に分校を設置。
  - 8月3日 - 第六中学区第九十四番小学校が開校。海東郡上条村、土田村、迫間村の児童が通学する。後に上條学校に改称する。
- 1887年（明治20年） - 清洲学校の東光寺の分校を廃止。清洲学校は一場村の一場学校と下之郷村の下朝学校とを統合する。下朝学校の児童のうち、下之郷村の児童は清洲学校へ、朝田村の朝日地区の児童は、清洲学校と落合村の落合学校に分かれる。神明町の民家に移転。
- 1889年（明治22年）
  - （時期不明） - 清洲学校が田中町に校舎を新築し、移転。
  - 10月1日 - 清洲村が町制施行で清洲町となる。
  - 10月1日 - 西今宿村、上条村、土田村、迫間村が合併し、白鷹村が発足。
- 1890年（明治23年） - 清洲学校が一場村と下之郷村に分教場を設置。
- 1891年（明治24年） -
  - 清洲町、一場村、朝田村で組合を設立。清洲学校は組合立清洲尋常小学校に改称する。
  - 清洲学校下之郷分教場が分立し、下之郷尋常小学校となる。
  - 上條学校が上條尋常小学校に改称する。
- 1906年（明治39年）
  - 7月1日 - 甚目寺村、萱津村、春富村、森村、新居屋村、東今宿村、白鷹村が合併し、甚目寺村が発足。
  - 7月16日 - 清洲町、朝田村、一場村が合併し、清洲町となる。
  - 12月 - 清洲尋常小学校に高等科を設置する。同時に清洲尋常高等小学校に改称する。
- 1908年（明治41年）4月 - 清洲尋常高等小学校が現在地に校舎を新築し、移転。一場分教場を廃止。朝日地区の児童は落合尋常小学校から清洲尋常高等小学校に移る。
- 1910年（明治43年）4月 - 上條尋常小学校が甚目寺尋常小学校に統合され、甚目寺尋常小学校上條仮教場となる。
- 1918年（大正7年）7月 - 清洲尋常高等小学校に実業補習学校を併設する。
- 1919年（大正8年）10月 - 甚目寺村の廻間地区（旧・白鷹村迫間）が西春日井郡清洲町に編入される。廻間地区の児童は甚目寺尋常小学校上條仮教場から清洲尋常高等小学校に移る。
- 1921年（大正10年） - 甚目寺尋常小学校上條仮教場が独立し、上條尋常小学校となる。
- 1925年（大正14年） - 上條尋常小学校が甚目寺尋常小学校に統合され廃校。
- 1926年（大正15年）7月 - 青年訓練所を併設する。
- 1935年（昭和10年） - 青年学校を併設する。
- 1937年（昭和12年） - 校舎を増築する。
- 1941年（昭和16年）4月1日 - 清洲国民学校に改称する。
- 1943年（昭和18年）1月1日 - 甚目寺町の土田・上条地区（旧・白鷹村土田・上条）を清洲町に編入する。土田・上条地区の児童は甚目寺国民学校から清洲国民学校に移る。
- 1944年（昭和19年）4月 - 清洲町、西枇杷島町、新川町、春日村の青年学校を統合し、四町村組合立西部青年学校となる。西部青年学校校舎は現在の清洲公園に新築する。
- 1947年（昭和22年）4月1日 - 清洲町立清洲小学校に改称する。
- 1955年（昭和30年） - 校舎（鉄筋コンクリート造建）を新築する。
- 1980年（昭和55年）4月 - 清洲町立東小学校を分離する。
- 2005年（平成17年）7月7日 - 西春日井郡西枇杷島町、清洲町、新川町が合併し、清須市が発足。同時に清須市立清洲小学校に改称する。

## 交通アクセス
- 名鉄名古屋本線新清洲駅下車、徒歩約5分。
- きよすあしがるバスグリーンルート、サクラルート「清洲小学校西」バス停より徒歩約3分。

## 周辺施設
- 清洲城
- 清洲公園
- 清須市立清洲中学校
- 清須市立清洲東小学校
- 名鉄名古屋本線新清洲駅